# 7936 Mikemagee
7936 Mikemagee è un asteroide della fascia principale. Scoperto nel 1990, presenta un'orbita caratterizzata da un semiasse maggiore pari a 2,3213438 UA e da un'eccentricità di 0,1349202, inclinata di 8,34035° rispetto all'eclittica.
È stato così chiamato in onore di Michael "Mike" Magee, direttore del planetario del Flandrau Science Center, presso l'Università dell'Arizona.